# 15世纪国家领导人列表

## 亚洲
- 中国（明朝）：
  1. 建文帝，明朝皇帝，1398年－1402年
  2. 明成祖，明朝皇帝，1402年－1424年
  3. 明仁宗，明朝皇帝，1424年－1425年
  4. 明宣宗，明朝皇帝，1425年－1435年
  5. 明英宗，明朝皇帝，1435年－1449年
  6. 景泰帝，明朝皇帝，1449年－1457年
  7. 明英宗，明朝皇帝，1457年－1464年
  8. 明宪宗，明朝皇帝，1464年－1487年
  9. 明孝宗，明朝皇帝，1487年－1505年
- 朝鲜半岛（朝鲜王朝）- 
  1. 朝鲜太宗，朝鲜国王（权知朝鲜国事），1400年－1401年；朝鲜国王，1401年－1418年
  2. 朝鲜世宗，朝鲜国王，1418年－1450年
  3. 朝鲜文宗，朝鲜国王，1450年－1452年
  4. 朝鲜端宗，朝鲜国王，1452年－1455年
  5. 朝鲜世祖，朝鲜国王，1455年－1468年
  6. 朝鲜睿宗，朝鲜国王，1468年－1469年
  7. 朝鲜成宗，朝鲜国王，1469年－1494年
  8. 燕山君，朝鲜国王，1494年－1506年
- 日本–
  - 天皇：
    1. 后小松天皇，1382年－1412年
    2. 称光天皇，1412年－1428年
    3. 后花园天皇，1428年－1464年
    4. 后土御门天皇，1464年－1500年
    5. 后柏原天皇，1500年－1526年

  - 室町幕府（征夷大将军）：
    1. 足利义持，1395年－1423年
    2. 足利义量，1423年－1425年
    3. 足利义教，1429年－1441年
    4. 足利义胜，1442年－1443年
    5. 足利义政，1449年－1474年
    6. 足利义尚，1474年－1489年
    7. 足利义材，1490年－1493年
    8. 足利义澄，1495年－1508年
- 琉球国–
  - 察度王朝（中山国）：
    1. 武宁，1396年－1405年

  - 大里王朝（南山国）：
    1. 汪英紫，1399年？－1402年？
    2. 汪应祖，1402年？－1413年？
    3. 达勃期，1413年？－1414年？
    4. 他鲁每，1414年？－1429年

  - 怕尼芝王朝（北山国）：
    1. 攀安知，1401年？－1416年

  - 第一尚氏王朝：
    1. 尚思绍王，1406年－1421年
    2. 尚巴志王，1421年－1439年
    3. 尚忠王，1439年－1444年
    4. 尚思达王，1444年－1449年
    5. 尚金福王，1449年－1453年
    6. 尚泰久王，1453年－1460年
    7. 尚德王，1460年－1469年

  - 第二尚氏王朝：
    1. 尚圆王，1469年－1476年
    2. 尚宣威王，1476年－1477年
    3. 尚真王，1477年－1526年
- 越南
  - 胡朝：
    1. 胡汉苍，大虞皇帝，1400年－1407年

  - 后陈朝：
    1. 简定帝陈𬱟，大越皇帝，1407年－1409年
    2. 重光帝陈季扩，大越皇帝，1409年－1413年
    3. 陈暠，大越皇帝，1426年－1428年

  - 后黎朝（黎初朝）：
    1. 黎太祖，大越皇帝，1428年－1433年
    2. 黎太宗，大越皇帝，1433年－1442年
    3. 黎仁宗，大越皇帝，1442年－1459年
    4. 黎宜民，大越皇帝，1459年－1460年
    5. 黎圣宗，大越皇帝，1460年－1497年
    6. 黎宪宗，大越皇帝，1497年－1504年

  - 占婆：
    1. 占巴的赖，占婆（第十四王朝）国王，1400年－1441年
    2. 摩诃贲该，占婆（第十四王朝）国王，1441年－1446年
    3. 摩诃贵来，占婆（第十四王朝）国王，1446年－1449年
    4. 摩诃贵由，占婆（第十四王朝）国王，1449年－1458年
    5. 摩诃槃罗悦，占婆（第十五王朝）国王，1458年－1460年
    6. 槃罗茶全，占婆（第十五王朝）国王，1460年－1471年
    7. 槃罗茶遂，占婆（第十五王朝）国王，1471年－1474年
- 奥斯曼帝国：
  1. 巴耶济德一世，苏丹，1389年－1402年
  2. 穆罕默德一世，苏丹，1413年－1421年
  3. 穆拉德二世，苏丹，1421年－1444年
  4. 穆罕默德二世，苏丹，1444年－1446年
  5. 穆拉德二世，苏丹，1446年－1451年
  6. 穆罕默德二世，苏丹，1451年－1481年
  7. 巴耶济德二世，苏丹，1481年－1512年

## 欧洲
- 拜占庭帝国（巴列奥略王朝）：
  - 曼努埃尔二世，拜占庭帝国皇帝，1391年－1425年
  - 约翰八世，拜占庭帝国皇帝，1425年－1448年
  - 君士坦丁十一世，拜占庭帝国皇帝，1449年－1453年
- 神圣罗马帝国- 
  - 西吉斯蒙德，神圣罗马皇帝，1433年－1437年
  - 腓特烈三世，神圣罗马皇帝，1452年－1493年
- 英格兰王国：
  - 兰开斯特王朝：

  1. 亨利四世，英格兰国王，1399年－1413年
  2. 亨利五世，英格兰国王，1413年－1422年
  3. 亨利六世，英格兰国王，1422年－1461年

  - 约克王朝：

  1. 爱德华四世，英格兰国王，1461年－1470年

  - 兰开斯特王朝：

  1. 亨利六世，英格兰国王，1470年－1471年

  - 约克王朝：

  1. 爱德华四世，英格兰国王，1471年－1483年
  2. 爱德华五世，英格兰国王，1483年
  3. 理查三世，英格兰国王，1483年－1485年

  - 都铎王朝：

  1. 亨利七世，英格兰国王，1485年－1509年
- 法兰西王国：
  - 瓦卢瓦王朝：

  1. 查理六世，法国国王，1380年－1422年
  2. 查理七世，法国国王，1422年－1461年
  3. 路易十一，法国国王，1461年－1483年
  4. 查理八世，法国国王，1483年－1498年

  - 瓦卢瓦王朝-奥尔良旁系：

  1. 路易十二，法国国王，1498年－1515年
- 罗斯：
  - 莫斯科大公：

  1. 瓦西里一世，1389年－1425年
  2. 瓦西里二世，1425年－1433年、1433年－1434年、1434年－1445年、1445年－1446年、1447年－1462年
  3. 尤里·德米特里耶维奇，1433年、1434年
  4. 瓦西里·科索伊，1434年
  5. 德米特里·舍米亚卡，1445年、1446年－1447年
  6. 伊凡三世，1462年－1505年